# Arthur Pfeifer
Arthur Pfeifer (* 29. Januar 1884 in Dresden; † 29. Oktober 1976 in
Waldheim) war ein deutscher Pädagoge und Pazifist. Er war von 1904 bis 1954 Lehrer in Sachsen.
In der Weimarer Republik betätigte sich der Pazifist als Schulreformer. Er war Mitglied des Internationalen Versöhnungsbundes (Fellowship of Reconciliation) und des Weltbunds für Erneuerung der Erziehung (New Education Fellowship) und arbeitete an der französischen Zeitschrift L’École émancipée. Unter dem Nationalsozialismus wurde er gemaßregelt und strafversetzt. 1941/42 erhielt er ein Dienststrafverfahren wegen „Gefährdung des nationalen Aufbaus“, Pazifismus und anglophiler Haltung. Nach dem Krieg kehrte er nach Waldheim zurück. Als Leiter der dortigen Volksschule und als Mentor von Neulehrern wirkte er an der Entnazifizierung des Schulwesens mit. Eine neuerliche Mitgliedschaft in internationalen Organisationen wie z. B. dem Versöhnungsbund war ihm als Bürger der DDR versagt.

## Leben und Wirken

### Elternhaus

#### 1884
Am 29. Januar 1884 wurde Josef Theobald Arthur Pfeifer in Dresden geboren. Seine Mutter (1860–1917) war die Tochter eines vermögenden Schuhmachermeisters, der ihr eine höhere Bildung hatte zuteilwerden lassen. Als Zweiundzwanzigjährige eröffnete sie in der Victoriastraße unweit des Hauptbahnhofs eine Leihbücherei, in der sie neben der deutschen auch die ausländische Klassik anbot, vornehmlich in den Sprachen Italienisch, Französisch und Englisch, die sie selbst beherrschte. In der Leihbücherei begegnete sie ihrem späteren Mann Josef Pfeifer (1857–1942), der nach einer Glasmalerlehre in Harrachsdorf (Riesengebirge) auf seiner Gesellenwanderschaft nach Dresden gekommen war, wo er zur Porzellanmalerei überwechselte. Beide Eltern, die Mutter evangelisch, der Vater katholisch, hatten freidenkerische Neigungen und waren Mitglieder des 1906 von Ernst Haeckel begründeten Monistenbundes. Sie lasen Haeckels „Welträtsel“ und widmeten sich der Naturbetrachtung, wozu der regelmäßige Besuch des Botanischen Gartens reichlich Gelegenheit bot. Ihr Sohn Arthur betreute schon als Schüler das Herbarium eines adligen Herrn, den seine Mutter auf Grund ihrer Verwandtschaft mit der sächsischen Adelsfamilie von Pflugk kannte.

### Ausbildung

#### 1898–1907
Nach kurzer Bäckerlehre begann Arthur Pfeifer 1898 seine Ausbildung am Königlich Sächsischen Lehrerseminar zu Dresden-Friedrichstadt, die er 1904 abschloss. Noch vor Abschluss seiner Ausbildung wurde er 1903 als einer der besten Zöglinge wegen akuten Lehrermangels in den sächsischen Schuldienst übernommen, den er in Gröba bei Riesa antrat.

#### 1907
Im Oktober 1907 ließ sich Arthur Pfeifer für ein Studium der Pädagogik an der Universität Leipzig einschreiben, wo er u. a. Psychologievorlesungen bei Wilhelm Wundt (1832–1920) hörte. Als Gast muss er jedoch schon früher Vorlesungen besucht haben, z. B. bei Friedrich Ratzel (1844–1904), dem bedeutenden Geographen, auf den er zeit seines Lebens große Stücke hielt.

### Umzug nach Waldheim

#### 1908–1911
Die Heirat mit Maria Concordia Margarete Weiße (1886–1967) und die Geburt des Sohnes Hans (1908–2002) führte zum Abbruch des Studiums. Arthur Pfeifer erhielt eine Anstellung in Waldheim. Hier wurde 1911 die Tochter Irene (1911–1996) geboren.

#### 1913
Infolge eines Lungenleidens verbrachte Arthur Pfeifer fast ein Jahr in Davos.

#### 1914
Bei Kriegsausbruch wurde Arthur Pfeifer für den Militärdienst zwar gemustert, wegen seiner labilen Gesundheit aber nicht eingezogen.
Dass Arthur Pfeifer schon früh unterrichtsmethodische mit philosophischen Gesichtspunkten zu verbinden wusste, zeigte sein Buch „Technik der geistigen Arbeit“, das 1914 in Dresden im Selbstverlag erschien. Alle Technik des Lernens habe das Bildungsziel nicht aus dem Auge zu verlieren: „...ein auf soziales Handeln gerichtetes Wollen, gegründet auf ausreichendes Wissen.“ [S. 121]

### Volkshochschule, Schulreform

#### 1919–1924
In Arthur Pfeifers damaliger Wohnung, Turmstraße 15, wurde 1919 in Anwesenheit von Siegfried Kawerau (1866–1936), einem Vertreter von Paul Oestreichs Bund Entschiedener Schulreformer, der Sozialwissenschaftlerin und Volkshochschulpädagogin Gertrud Hermes (1872–1942) und dem Zoologen und Pazifisten Richard Woltereck (1877–1944) die Waldheimer Volkshochschule gegründet, die Arthur Pfeifer bis 1933 leitete. Über die Mitbegründung weiterer Volkshochschulen in Sachsen und Thüringen hinaus gehörte Arthur Pfeifer der New Education Fellowship an und arbeitete an der französischen syndikalistischen Zeitschrift L’École émanzipée mit. Auf Grund seiner fachlichen und methodischen Kompetenz wurde Arthur Pfeifer in die Lehrplankommission des Sächsischen Lehrervereins berufen.

### Internationaler Versöhnungsbund / International Fellowship of Reconciliation

#### 1920–1932
Nach Auskunft seines Sohnes ist Arthur Pfeifer durch den Pfarrer aus Ziegra bei Waldheim/Sa., späteren Theologieprofessor in Leipzig Alfred Dedo Müller (1890–1972), den er Anfang der 20er Jahre kennen lernte, mit dem Internationalen Versöhnungsbund in Berührung gekommen. A.D. Müller war ein Schüler des Schweizer Religiösen Sozialisten und Pazifisten Leonhard Ragaz (1868–1945) und des im gleichen Sinne wirkenden Ethikers F.W. Foerster. Von 1925 bis 1927 war er Sekretär des Deutschen Versöhnungsbundes nach Friedrich Siegmund-Schultze (1885–1969). Seit der Zeit, da A.D. Müller das Sekretariat innehatte, wurde Arthur Pfeifer regelmäßig in den Arbeitsausschuss gewählt, in dem er u. a. mit der Lehrerin Gerda Baumann (1893–1975), dem Reformpädagogen Waldus Nestler (1887–1954) und dem Hochschullehrer Richard Woltereck (1877–1944) zusammenarbeitete. Er hielt zahlreiche Vorträge wie auch A.D. Müller und W. Nestler. Auf Grund seiner guten Sprachkenntnisse in Englisch und Französisch war Arthur Pfeifer auf den Treffen des Internationalen Versöhnungsbundes als Dolmetscher sehr gefragt.

#### 1922
wurde seine Wohnung Turmstraße 15 in Waldheim zur Zentrale der dem Versöhnungsbund angehörenden Lehrer bestimmt. Prägend für Arthur Pfeifers Leben wurden seine Begegnungen im Versöhnungsbund mit geistigen Weggefährten wie dem katholischen Priester und Streiter für den Frieden Max Josef Metzger (1887–1944), dem französischen Pastor und zeitweiligen internationalen Sekretär des Versöhnungsbundes Henri Roser (1899–1981), dem letzten Sekretär Leo Tolstois Valentin Bulgakov (1886–1966), dem englischen Geistlichen und Vertrauten Gandhis Charles Freer Andrews (1871–1940), der Mitbegründerin und Chronistin des Internationalen Versöhnungsbundes Lilian Stevenson (1870–1960), dem Friedensnobelpreisträger Sir Norman Angell (1873–1967) und anderen.

#### 1928
Mit einem Zuschuss aus Mitteln des Sächsischen Volksbildungsministeriums von 300 Reichsmark reiste Arthur Pfeifer im Juli zu einem mehrwöchigen Ferienkurs der Universität London. In seinem vom Ministerium als „sehr interessant“ bezeichneten Englandbericht schilderte er u. a. Fortbildungseinrichtungen für Jugendliche und Erwachsene und lobte besonders die „Lesezimmer der Jugend“ in den Bibliotheken, die er Sachsen zur Nachahmung empfahl. Im gleichen Bericht weist er auf die „beachtenswerte Stellung der Fellowship of Reconciliation, die aus der Erkenntnis der Unvereinbarkeit von Christentum und Krieg und Gewaltanwendung jeder Art“ gegründet worden sei, in der englischen Öffentlichkeit hin.

#### 1931
wurde die Ehe geschieden. Er lebte aber weiterhin mit seiner Frau zusammen im selben Haus.

### Die Beziehung zu den Brüdern Friedrich Wilhelm und Karl Foerster
Über Pfarrer Müller lernte Arthur Pfeifer das Werk der Brüder Foerster kennen. Die Bücher des Reformpädagogen und Pazifisten Friedrich Wilhelm Foerster (1869–1966), der 1922 wegen der gegen ihn gerichteten nationalistischen Hetze in die Schweiz emigriert war, gehörten zur wichtigen Bildungslektüre im Hause Pfeifer. In seinem Beitrag für das von A.D. Müller 1928 herausgegebene Buch „Fr. W. Foerster und die wirkliche Welt“ lobte Arthur Pfeifer Foersters Arbeiten „Erziehung und Selbsterziehung“, „Christus und das menschliche Leben“ und „Religion und Charakterbildung“ als „erleuchtende Bücher“:
Hier gibt es Brot, nicht Steine; Leben – nicht Literatur; Licht, das die Wirklichkeit des Daseins erhellt – nicht Theorien über das Leben. [S. 88]
Einen nicht minder starken Impuls empfing Arthur Pfeifer von dem Werk Karl Foersters (1874–1970), des Blumengärtners und Gartenphilosophen, den er mehrmals in Bornim bei Potsdam besuchte und dessen Zeitschrift „Gartenschönheit“ er regelmäßig bezog. Die Gründung des Gartenbauvereins verdankt Waldheim einer Initiative Arthur Pfeifers.

### Künstlerische Interessen
Zu den naturkundlichen, philosophischen und pädagogisch-methodischen Interessen gesellten sich bei Arthur Pfeifer seine künstlerischen Neigungen – recht bedacht bildeten diese sogar den Mittelpunkt seines Lebensverständnisses und seiner Lebenslehre. Schon mit 13 Jahren hatte er Goethes „Wilhelm Meister“ zum ersten Mal gelesen und das Bild geistig-künstlerischer Lebensgestaltung, wie es dort in der „Pädagogischen Provinz“ entworfen ist, hat seinen Lebensstil und sein Bildungsideal nachhaltig geprägt. Pfeifers Goethe-Verehrung war immer ganz praktischer Art. In den siebziger Jahren hat er, nun schon Mitglied der Weimarer Goethe-Gesellschaft, in Waldheim „Faust-Gespräche“ mit jungen Leuten geführt.
In Waldheim wurde Arthur Pfeifer früh auf das Werk des hier geborenen Grafikers und Bildhauers Georg Kolbe (1877–1947) aufmerksam. Selbst im Zeichnen geübt und in den künstlerischen Techniken beschlagen, konnte Pfeifer detaillierte Auskunft über die Werke Georg Kolbes in Waldheim geben.
Die Schilderung des Verhältnisses von pädagogisch-künstlerischer Provinz und Welt, die bei Goethe zu finden gewesen war, sah Arthur Pfeifer in der zeitgenössischen Literatur bei Hermann Hesse (1877–1962) fortgeführt, zuletzt im „Glasperlenspiel“, das die verpflichtende, beglückende, mit Gefahren verbundene Beziehung zwischen Meister und Schüler erzählt.
Die innige Beziehung zu dem Dichter und Maler Hermann Hesse lässt ein Dank spüren, den Pfeifer am 26. Dezember 1950 nach Montagnola sandte, um zu zeigen, welche Kraftlinien von dem Verehrten „...ausgehen in Räume und in Zeiten, unsichtbare, weitwirkende Kraftlinien, die von ferne das Künftige steuern.“

### Die Zeit unter dem NS-Regime

#### 1933
Am 19. März 1933 wurde das zuständige Bezirksschulamt Döbeln vom Ministerium für Volksbildung angewiesen, die Waldheimer Lehrer Pfeifer, Oehme und Theile vom Schuldienst in Waldheim fernzuhalten. Eine Beschwerde der drei gemaßregelten Lehrer wurde im Juli 1933 als „unbegründet zurückgewiesen“,
 da nach wie vor der Verdacht besteht, dass die drei Lehrer nach ihrer bisherigen Einstellung in ihrer Unterrichts- und Erziehungsarbeit den Absichten der christlichen und vaterländischen Erziehung entgegengewirkt haben.
Als schwer belastend kam bei Arthur Pfeifer seine Beziehung zu Friedrich Wilhelm Foerster hinzu.

#### 1934–1945
wurde Arthur Pfeifer nach Zschopau (Erzgeb.) strafversetzt. Hier begegnete er dem Gymnasiallehrer und Reformpädagogen von der Dresdner Dürerversuchsschule Dr. Kurt Schumann (1885–1970) und dem jungen Studienassessor und begeisterten Segelflieger Helmut Seidel (geb. 1903), beides Schicksalsgenossen, die ihrer politischen Überzeugung wegen ebenfalls nach Zschopau strafversetzt worden waren.
Im September 1941 wurde gegen Arthur Pfeifer wegen „Herabsetzung des deutschen Wesens“ und auffälligem Eintreten für England ein Dienststrafverfahren eingeleitet mit dem Ergebnis, dass sein Gehalt gekürzt und er unter Androhung, bei Wiederholung von der Gestapo sofort in „Schutzhaft“ genommen zu werden, 1943 nach Oederan – im gleichen Schulbezirk – versetzt wurde.
Geistige Unterstützung bot Arthur Pfeifer der Briefwechsel mit seiner ehemaligen Schülerin und Mitstreiterin im Versöhnungsbund Gerda Baumann aus Waldheim, die seit 1928 als Lehrerin für lungenkranke sächsische Kinder in Agra (Schweiz) tätig war.

### Wieder in Waldheim

#### 1945–1949
Nach dem Sieg der Alliierten über das NS-Regime kehrte Arthur Pfeifer nach Waldheim zurück. Im Januar 1946 übernahm er dort die Leitung der größten Grundschule des Kreises Döbeln, die er bis August 1949 innehatte. Daneben bildete er Neulehrer aus und war für das Fach Geographie im Kreis Döbeln als Mentor tätig.

### An der Lessing-Oberschule Döbeln

#### 1949–1954
Noch nach seiner Pensionierung wurde Arthur Pfeifer als Lehrer für Kunsterziehung und Erdkunde an die Lessing-Oberschule Döbeln berufen – eine Würdigung seiner außerordentlichen pädagogischen Befähigung und reichen Schulerfahrung. Schon gleich nach dem Krieg hatte ihn sein Freund Kurt Schumann, für den er der „gescheiteste Schulmeister“ war, den er kennen gelernt hatte, an die von ihm geleitete Oberschule in Zschopau holen wollen.

### Die letzten Jahre

#### 1954–1976
Auch nach seinem Ausscheiden aus dem Schuldienst war Arthur Pfeifer als Pädagoge tätig. Er hielt Vorträge zu Natur, Musik, Bildender Kunst, Literatur und zu Technik- und Wissenschaftsgeschichte und hielt Kurse ab über Goethes „Faust“, die deutschen Romantiker u. a. In Waldheim sorgte er für die Erziehung der Kinder befreundeter Familien. Der 1960 beginnende Briefwechsel mit der Leipziger Lehrerin Gertrud Schade, den er bis an sein Lebensende fortführte (3000 Briefe und ebenso viele Antworten), steckt voller praktischer Winke und Lebensweisheit und zeichnet zugleich ein Bild seiner Interessen, Erfahrungen und Hoffnungen.
Während dieser letzten Jahre riss auch der Kontakt zu einigen ehemaligen Lehrerkollegen nicht ab. Als man ihm aus Döbeln zum 80. Geburtstag gratulierte, antwortete Arthur Pfeifer mit ungebrochener Zuversicht:
Darüber habe ich mich ganz besonders gefreut. Denn dem Schulmeister geht es im Allgemeinen ähnlich wie dem Schauspieler: beide verursachen bei den gerade Gegenwärtigen einige Impressionen, die nur mehr oder weniger dauerhaft sind. Das liegt in der Natur der Sache, kein Feuerwerk brennt ewig. Wenn sich dann nach einem Dutzend Jahren noch jemand erinnert, dann ist es schon viel. Aber: am 3. Nov. 1823 sagte Goethe zu Eckermann: „Halten Sie immer an der Gegenwart fest. Jeder Zustand, ja jeder Augenblick ist von unendlichem Wert, denn er ist der Repräsentant einer ganzen Ewigkeit.“ Diese Tatsache gibt jeder echten Lehrtätigkeit ihre Würde.
Am 29. Oktober 1976 starb Arthur Pfeifer in Waldheim. Sein Grab liegt auf dem Friedhof unweit seiner einstigen Wohnung.

### Der Freundeskreis „Arthur Pfeifer“ e.V. Waldheim

#### 2002
gründete sich in Waldheim unter dem Vorsitz des Waldheimer Rechtsanwalts Gottfried Schlesier der Freundeskreis „Arthur Pfeifer“ e.V., der bis 2014 zusammen kam und sich die Erforschung von Leben und Werk Arthur Pfeifers zur Aufgabe machte. Der Freundeskreis sorgte dafür, dass am ehemaligen Wohnhaus Arthur Pfeifers eine Gedenktafel angebracht und sein Grab unter die Ehrengräber der Stadt Waldheim aufgenommen wurde. Des Weiteren sorgte er mit dafür, vor allem in der Person der Malerin Gisela Neuenhahn, dass der Bildhauer Georg Kolbe, ein Sohn der Stadt, dessen Gedächtnis Arthur Pfeifer über Jahrzehnte hinweg in Vorträgen wach gehalten hatte, den ihm gebührenden Platz im Heimatmuseum einnehmen konnte.